# Lei do Mandante
A Lei 14.205/21, (conhecida como Lei do Mandante), é uma Lei Brasileira que altera a forma que os direitos de transmissão desportiva no país são negociados. Seu projeto na Câmara dos Deputados foi apresentado pelo deputado Júlio César Ribeiro (Republicanos-DF) e foi baseada na Medida Provisória 984 de 18 de junho de 2020.

## Antecedentes
Em 24 de março de 1998, o então presidente do Brasil Fernando Henrique Cardoso sancionou a lei nº 9.615, que ficou conhecida como Lei Pelé, que dentre outros assuntos, regulamentava a forma que os direitos de transmissão no país eram feitos. Para que uma transmissão de uma partida de futebol fosse exibida na televisão, era necessário que tanto o time mandante, quanto o time visitante tivessem contrato com a mesma emissora.

### A MP 984
Em 18 de junho de 2020, foi publicada a Medida Provisória 984 que revogava/mudava três artigos da Lei Pelé, entre eles o de número 42: a partir daquela data, os direitos de transmissão pertencessem exclusivamente ao time mandante, fazendo com que eles tenham livre arbítrio para negociá-los com quaisquer emissoras, inclusive valendo sobre contratos atuais. A medida valeu por 120 dias (que é o prazo máximo para que Congresso analise uma MP e a transforme em Lei), perdendo a validade em 15 de outubro.

## A Lei
Já em 05 de julho de 2021, foi apresentada a Câmara dos Deputados o Projeto de Lei 2336/21, que pretendia mudar, de forma definitiva, o artigo 42-A da Lei Pelé. A PL foi aprovada em plenário em 14 de julho de 2021, com algumas alterações em relação ao projeto original e a MP de 2020, entre elas, que os contratos firmados antes da promulgação da lei não seriam afetados e que clubes sem contrato firmado poderiam aproveitar da nova lei, além de permitir que empresas de radiodifusão mostrassem suas marcas nos uniformes dos clubes. Foi aprovada pelo Senado Federal em 24 de agosto de 2021 e sancionada, com um veto no que diz respeito aos veículos de comunicação de explorarem comercialmente os uniformes dos clubes, pelo Presidente da República em 17 de setembro de 2021 e publicada no Diário Oficial em 20 de setembro do mesmo ano.